# Lobão
Lobão ist ein Ort und eine ehemalige Gemeinde (Freguesia) im portugiesischen Kreis Santa Maria da Feira. Die Gemeinde hatte 5474 Einwohner (Stand 30. Juni 2011).
Am 29. September 2013 wurden die Gemeinden Lobão, Gião, Louredo und Guisande zur neuen Gemeinde União das Freguesias de Lobão, Gião, Louredo e Guisande zusammengeschlossen. Lobão ist Sitz dieser neu gebildeten Gemeinde.

## Persönlichkeiten
- Sandra Braz (* 1978), portugiesische Fußballschiedsrichterin